# Autoretrat (Sorolla)
Autoretrat és una obra de 1904 del pintor valencià Joaquim Sorolla i Bastida pintada a l'oli sobre llenç amb unes dimensions de 66 × 100,6 cm. Es conserva al Museu Sorolla de Madrid. Sorolla va pintar fins a quinze autoretrats dels quals vuit es conserven al Museu Sorolla de Madrid. Aquest el feu quan amb prou feines havia entrat als quaranta i en la seva segura postura, confiada i ferma sembla voler deixar clar l'excel·lent moment de maduresa i èxit professional pel qual travessava en aquells moments.
El lloc on Sorolla s'autoretrata és en el seu propi estudi des d'on contempla a l'espectador amb una mirada fixa i penetrant, gairebé desafiadora. En aquest autoretrat va voler Sorolla retre un homenatge al seu ofici de pintor i per a això va buscar la inspiració en el mestre Velázquez i més concretament en el seu autoretrat de Las Meninas. Les referències al geni malagueny s'aprecien en múltiples detalls de l'obra com en la profunditat de l'espai marcat pràcticament tan sols pels llenços de les parets, també en el llenç en blanc que es mostra a la dreta o en els característics colors del Segle d'or, sobris i foscos i il·luminant només les zones a ressaltar com el coll de la camisa que emmarca un rostre resplendent.